# Кураев, Николай Алексеевич
Николай Алексеевич Кураев (1923—1994) — Участник Великой Отечественной войны и войны с Японией.передовик советской строительной отрасли, бригадир монтажников треста «Мособлстрой» № 12 имени 50-летия СССР, Главмособлстроя, Герой Социалистического Труда (1974).

## Биография
Родился 5 октября 1923 года в деревне Грушевка Шацкого уезда Рязанской губернии (ныне — Шацкого района Рязанской области) в семье крестьян. Русский. Член КПСС с 1945 года.
Пять классов окончил в деревенской школе, после чего мать отправила Колю к брату в далёкий город Якутск, где он выучился на сварщика и работал на строительных объектах.
С августа 1942 года — в Красной Армии. Участник войны с Японией. Сначала он проходил службу в учебном подразделении сапёров, затем в августе 1943 года его перевели в 576-й отдельный сапёрный батальон на должность помощника командира взвода. Награждён орденом Славы 3-й степени. В 1945 году вступил в ВКП(б)/КПСС.
После войны служил в 124-м отдельном сапёрном батальоне. Демобилизован в апреле 1947 года в звании старшего сержанта.
В 1947 году приехал в город Орехово-Зуево Московской области и устроился на работу электросварщиком в строительно-монтажное управление № 2 (СМУ-2), За успехи, достигнутые в выполнении заданий семилетнего плана по капитальному строительству (1959—1965), награждён орденом Трудового Красного Знамени.
Заслуженный строитель РСФСР (1965).
С 1967 года стал работать сварщиком в СМУ «Жилстрой». За годы своей работы он освоил смежные профессии — газосварщика, слесаря-сантехника, монтажника металлоконструкций, научился хорошо читать сложные чертежи, вносить в них разумные поправки. 25 ноября 1970 года его фамилия занесена в Книгу фонда трудовой вахты, а затем в Книгу почёта треста «Мособлстрой-12».
В феврале 1971 года назначен бригадиром монтажников треста «Мособлстрой» № 12. За производственные успехи в выполнении заданий плана восьмой пятилетки (1966—1970) награждён орденом Ленина.
Указом Президиума Верховного Совета СССР от 2 февраля 1974 года за выдающиеся успехи в выполнении плана 1973 года и принятых социалистических обязательств Кураеву Николаю Алексеевичу присвоено звание Героя Социалистического Труда с вручением ордена Ленина и золотой медали «Серп и Молот».
Депутат Верховного Совета РСФСР 9-го созыва (1975—1980). Делегат XXV съезда КПСС (1976). Неоднократно избирался депутатом Московского областного и Орехово-Зуевского городского Советов депутатов, членом горкома КПСС.
С 1983 года — на пенсии.
Жил в городе Орехово-Зуево. Умер 18 марта 1994 года. Похоронен в Орехово-Зуеве на Малодубенском кладбище.

## Награды
- Золотая медаль «Серп и Молот» (22.02.1974);
- Орден Ленина (07.05.1971).
- Орден Ленина (22.02.1974).
- Орден Трудового Красного Знамени (11.08.1966)
- Орден Отечественной войны II степени (11.03,1985)[2]
- Орден Славы III степени
- Медаль «За трудовое отличие»
- Медаль «В ознаменование 100-летия со дня рождения Владимира Ильича Ленина» (6 апреля 1970)
- Медаль «За победу над Германией в Великой Отечественной войне 1941—1945 гг.»
- Медаль «Двадцать лет Победы в Великой Отечественной войне 1941—1945 гг.»
- Юбилейная медаль «Тридцать лет Победы в Великой Отечественной войне 1941—1945 гг.»[3]
- Медаль «Сорок лет Победы в Великой Отечественной войне 1941-1945 гг.»[4]

- Медаль «Ветеран труда»
- Медаль «30 лет Советской Армии и Флота».[5]
- Юбилейная медаль «40 лет Вооружённых Сил СССР»[6]
- Юбилейная медаль «50 лет Вооружённых Сил СССР» (26 декабря 1967[7])
- Юбилейная медаль «60 лет Вооружённых Сил СССР» (28 января 1978[8])
- Юбилейная медаль «70 лет Вооружённых Сил СССР» (28 января 1988[9])
- и другими

## Память
- 15 октября 2017 года в Орехово-Зуево на доме 10А по улице Бирюкова была открыта мемориальная доска в честь Героя Социалистического Труда Н. А. Кураева.
- Увековечен на сайте МО РФ «Дорога Памяти»[10].